# Ширин Ебади
Ширѝн Ебадѝ (на персийски: شیرین عبادی, Shirin 'Ebādi; родена 21 юни 1947 в Хамадан, Иран) е иранска юристка, защитничка на човешките права.
Получава Нобелова награда за мир през 2003 г. за нейната дейност в областта на човешките права и демокрацията. Тя е първият гражданин на Иран и първата мюсюлманка, получила това обществено признание.
Ебади е също първата жена, която става юрист в Иран (1974). Принудена е да се откаже от своята обществена дейност, когато през 1979 г. религиозните консерватори взимат властта и установяват нов режим, забраняващ на жените да полагат обществено полезен труд.
Понастоящем Ширин Ебади е преподавателка в Университета в Техеран и се бори за правата на жените и децата.
1. ↑  www.balatarin.com //    Архивиран от оригинала.